# Anora (film)
Anora (în engleză Anora) este un film de comedie romantică, dramatic, produs, scris și regizat de Sean Baker. În rolurile principale au interpretat actorii Mikey Madison, Yura Borisov⁠(d), Ivy Wolk, Lindsey Normington, Karren Karagulian și Aleksei Sebriakov⁠(d). Mikey Madison este Anora „Ani” Mikheeva, o stripteuză din New York care se căsătorește cu fiul bogat al unui oligarh rus interpretat de Mark Eidelstein.
Anora a avut premiera la cea de-a 77-a ediție a Festivalului de Film de la Cannes la 21 mai 2024, unde a fost apreciat de critici și a câștigat Palme d'Or. A fost lansat în cinematografe la 18 octombrie 2024, de Neon. Filmul a avut încasări de 47,2 milioane de dolari americani la nivel mondial, la un buget de 6 milioane de dolari, devenind filmul cu cele mai mari încasări ale lui Baker.
Anora a primit numeroase premii; a fost desemnat unul dintre primele zece filme ale anului 2024 de National Board of Review și American Film Institute. Filmul a câștigat cele mai multe premii la cea de-a 97-a ediție a Premiilor Oscar, câștigând cinci premii Oscar: pentru cel mai bun film, cel mai bun regizor, cea mai bună actriță (Madison), cel mai bun scenariu original și cel mai bun montaj. A primit premiul pentru cea mai bună actriță (Madison) și cea mai bună distribuție (Baker și Samantha Quan) la cea de-a 78-a ediție a Premiilor Academiei Britanice de Film.

## Rezumat
Anora „Ani” Mikheeva, o tânără de 23 de ani care lucrează ca stripteuză în cartierul Brighton Beach din Brooklyn, New York, trăiește o viață modestă, lucrând într-un club de striptease pentru a se întreține. Într-o seară, Ivan „Vanya” Zakharov, fiul de 21 de ani al unui oligarh rus, Nikolai Zakharov vine la clubul la care lucra. Vanya, aflat în SUA sub pretextul studiilor, duce o viață extravagantă, petrecând în cluburi și organizând petreceri în vila părinților săi din Brooklyn.
Fermecat de Ani, Vanya o angajează pentru câteva întâlniri private și, ulterior, îi oferă 15.000 de dolari pentru a fi iubita lui timp de o săptămână. Cei doi petrec timpul împreună, culminând cu o excursie spontană în Las Vegas, unde, într-un gest de rebeliune față de părinții săi și de dorința de a evita întoarcerea în Rusia, Vanya îi propune lui Ani să se căsătorească. Deși inițial reticentă, Ani acceptă, iar cei doi se căsătoresc într-o ceremonie rapidă.
La întoarcerea în New York, Ani renunță la slujba ei și se mută în vila lui Vanya. Însă, când părinții lui Vanya află despre căsătorie, sunt furioși și îl trimit pe Toros, nașul lui Vanya, împreună cu asociații săi, Garnik și Igor, pentru a anula căsătoria înainte ca aceasta să devină un scandal public. Toros și echipa lui o forțează pe Ani să colaboreze în găsirea lui Vanya, care a fugit. După o căutare prin Brooklyn, îl găsesc pe Vanya într-un același club în care lucrase Ani, dar acesta este prea beat pentru a coopera.
În cele din urmă, părinții lui Vanya, Nikolai și Galina, sosesc în New York și decid să zboare cu toții în Las Vegas pentru a anula căsătoria. Ani, conștientă că nu a semnat un acord prenupțial, amenință că va solicita o parte din averea lui Vanya în cazul unui divorț. Galina o amenință cu acțiune legală. Realizând lipsa de sprijin din partea lui Vanya și puterea familiei acestuia, Ani cedează și semnează actele de anulare.
După finalizarea formalităților, Igor sugerează ca Vanya să-și ceară scuze față de Ani, dar Galina refuză. Înainte de a pleca, Ani le spune părinților lui Vanya că fiul lor s-a căsătorit cu ea doar pentru a-i sfida, ceea ce îl amuză pe Nikolai. Igor o duce pe Ani înapoi în New York, la vilă, pentru a-și recupera lucrurile. Igor îi înapoiază inelul de logodnă ca gest de bunăvoință. Ani, emoționată, inițiază o apropiere fizică, dar când el încearcă să o sărute, ea începe să plângă în brațele lui.
Filmul se încheie cu Ani întorcându-se la viața ei anterioară.

## Distribuție
Au interpretat actorii:

Mikey Madison (Ani)
Mark Eydelshteyn[*] (Ivan)
Iura Borisov[*] (Igor)
Darja Nikolaevna Ekamasova[*] (Galina Zakharov)
Aleksey Valerevitsj Serebrjakov[*] (Nikolai Zakharov)
Ivy Wolk[*] (Crystal)
Luna Sofía Miranda[*] (Lulu)
Karen Karagulean[*] (Toros)
Vače T’ovmasyan[*] (Garnik)
Lindsey Normington[*] (Diamond)
Ella Rubin[*] (Vera)
Brittney Rodriguez[*] (Dawn)
Michael Sergio[*] (Judge)
Mickey O'hagan[*] (Divorce Center Clerk)
Paul Weissman[*] (Nick)
Emily Weider[*] (Nikki)
...încă 17  